# 清武博二
清武 博二（きよたけ ひろじ、Hiroji Kiyotake、1960年12月21日 - ）は日本のゲームクリエイター。鹿児島県出身。
任天堂株式会社製造本部開発第一部、製品技術部を経て、現在は同社企画開発本部企画開発部所属。

## 略歴
学生時代にはラグビー部所属。京都精華大学デザイン学科卒業後、1983年に任天堂入社。
処女作は『ゲーム&ウオッチ』の『ピンボール』のデザイン。
『メトロイド』シリーズの主人公である「サムス・アラン」や、マリオシリーズの悪役キャラクター「ワリオ」の生みの親。
ワリオについては、清武自身がモデルという噂があるが、本人は否定している。しかし『ワリオランド』公式ガイドブックにて「あなたの身近にワリオに似ている人はいますか？」の質問に対し清武自身は「いません」と答えている一方、他のスタッフはみな口を揃えて「清武さん」と回答している。また同書にて行われた「ワリオに相応しい職業は？」という質問に対し清武氏は神と答えている。

## 作品
- ゲーム&ウオッチ ピンボール（1983年、ゲーム&ウオッチ）デザイン
- メトロイド（1986年8月6日、ファミリーコンピュータ ディスクシステム）キャラクターデザイン
- 光神話 パルテナの鏡（1986年12月19日、ファミリーコンピュータ ディスクシステム）ゲームデザイン
- ドクターマリオ（1990年7月27日、ファミリーコンピュータ）グラフィックデザイナー
- メトロイドII RETURN OF SAMUS（1992年1月21日、ゲームボーイ）ディレクター、グラフィックデザイナー
- スーパーマリオランド2 6つの金貨（1992年10月21日、ゲームボーイ）ディレクター、グラフィックデザイナー
- スーパーマリオランド3 ワリオランド（1994年1月21日、ゲームボーイ）ディレクター、グラフィックデザイナー
- ワリオの森（1994年2月19日、ファミリーコンピュータ）
- スーパーメトロイド（1994年3月19日、スーパーファミコン）サムスオリジナルデザイナー[3]
- Wario Blast: Featuring Bomberman!（1994年11月北米発売、ゲームボーイ）グラフィックデザイン ※ハドソンが日本で発売したソフト『ボンバーマンGB』の登場キャラクターにワリオを追加して欧米で任天堂より発売された作品。
- バーチャルボーイワリオランド アワゾンの秘宝（1995年12月1日、バーチャルボーイ）ディレクター（松岡洋史と共同）
- BSエキサイトバイク ぶんぶんマリオバトルスタジアム（1997年5月、スーパーファミコン・サテラビュー）テクニカルサポート
- ワリオランド2 盗まれた財宝（1998年10月21日、ゲームボーイカラー）キャラクターデザイナー
- ワリオランド3 不思議なオルゴール（2000年3月21日、ゲームボーイカラー）グラフィックデザイナー
- ワリオランドアドバンス ヨーキのお宝（2001年8月21日、ゲームボーイアドバンス）デザイナー、アートディレクター
- メトロイドフュージョン（2003年2月14日、ゲームボーイアドバンス）サムスオリジナルデザイン[4]
- メイド イン ワリオ（2003年3月21日、ゲームボーイアドバンス）ワリオオリジナルデザイン
- あつまれ!!メイド イン ワリオ（2003年10月17日、ニンテンドー ゲームキューブ）ワリオデザイン
- メトロイド ゼロミッション（2004年5月27日、ゲームボーイアドバンス）サムスデザイン
- ワリオワールド（2004年5月27日、ニンテンドーゲームキューブ）アドバイザー（坂本賀勇と共同名義）
- 怪盗ワリオ・ザ・セブン（2007年1月18日、ニンテンドーDS）ワリオ監修
- メトロイド アザーエム（2010年9月2日、Wii）コンセプトアート

その他、マリオパーティシリーズ、マリオゴルフシリーズ、マリオテニスシリーズ、大乱闘スマッシュブラザーズシリーズ、メイド イン ワリオシリーズなど、ワリオが登場するゲームのキャラクター監修も行っている。